# Dumitru Comănescu
Dumitru Comănescu (21 noiembrie 1908 – 27 iunie 2020) a fost un supercentenar român a cărui vârstă a fost validată de Guinness World Records (GWR). Inițial, el a fost recunoscut drept cel mai bătrân bărbat în viață din lume după moartea lui Bob Weighton, în vârstă de 112 ani, pe 28 mai 2020, dar s-a dezvăluit ulterior că Emilio Flores Marquez din Puerto Rico era mai în vârstă. Este al doilea cel mai bătrân om din România validat vreodată, după Ilie Ciocan.

## Biografie
Dumitru Comănescu s-a născut la 8 noiembrie 1908 (acum 21 noiembrie de la adoptarea calendarului gregorian) în satul Drăgăneasa, comuna Provița de Jos, județul Prahova, România.
La universitate, a studiat matematica și agronomia și a absolvit în 1933. După facultate, Comănescu s-a mutat la Târgoviște, unde și-a cunoscut soția, care era medic pediatru și văr primar cu fizicianul nuclear Horia Hulubei. Au avut un fiu și o fiică.
Comanescu a fost inginer agronom si unul dintre cei mai valorosi fitopatologi, fiind discipolul fondatorului Institutului de Cercetari Agronomice, Gheorghe Ionescu Sisesti. Inițial, s-a înscris la Facultatea de Matematică, avându-l ca profesor pe unul dintre cei mai mari matematicieni, Gheorghe Tițeica. Și-ar găsi atunci vocația în lumea cercetării plantelor.
Comănescu a lucrat peste 70 de ani până în 2003. Când avea 86 de ani, la București a fost organizat un concurs pentru experți agricoli. A luat parte la ea și, din zeci de candidați, a ocupat locul 5 pe țară.
După moartea soției sale în 1990, Comănescu s-a mutat la fiica și ginerele său la București.
La 108 ani, a suferit o fractură de șold, dar niciun spital nu a putut să-l opereze. În cele din urmă, a mers la Spitalul Foișor unde a fost considerat „o atracție locală” atât pentru medici, cât și pentru pacienți.
A devenit candidat pentru titlul de Cel mai bătrân bărbat din lume după moartea lui Bob Weighton, în vârstă de 112 ani, pe 28 mai 2020. Guinness World Records l-a recunoscut retroactiv (după moartea sa) drept cel mai bătrân bărbat din lume.
A murit în București, România, la 27 iunie 2020, la vârsta de 111 ani, 219 zile. Cu trei zile înainte de moarte, a fost distins cu Crucea Patriarhală, cea mai înaltă decorație bisericească a Bisericii Ortodoxe Române.